# Vítějeves
Vítějeves är en ort i Tjeckien.   Den ligger i regionen Pardubice, i den östra delen av landet, 160 km öster om huvudstaden Prag. Vítějeves ligger 466 meter över havet och antalet invånare är 387.
Terrängen runt Vítějeves är platt åt nordväst, men åt sydost är den kuperad. Runt Vítějeves är det ganska tätbefolkat, med 120 invånare per kvadratkilometer. Närmaste större samhälle är Svitavy, 15,6 km norr om Vítějeves. I omgivningarna runt Vítějeves växer i huvudsak blandskog.